# Liste des films soviétiques sortis en 1947
Cet article présente une liste de films produits en Union soviétique et sortis en 1947.

## 1947
Les titres en français sont en grande majorité des traductions et non les titres attribués par les distributeurs dans les pays francophones.
Pour le classement annuel, la liste des titres a été établie en se basant sur les répertoires des pages Wikipédia en russe documentées par Longs métrages soviétiques. Catalogue annoté complétées par les listes des sites «kino-teatr» et «kinopoisk» d'où le nombre important de films que l'on trouve dans les références.
Pour les titres où l'on manque de précisions, seule l'année est indiquée : année de réalisation, année de sortie ou les deux ?. Bien que cela puisse paraître superflu, 19.. est inscrit pour chacun de ces titres pour montrer que la vérification a été faite.
On remarque que, la plupart du temps, il n'y a pas de première pour les courts métrages ainsi que pour les dessins animés et les documentaires de courte durée.
| Titre                                         | Titre original                                 | Date de sortie                                                       | Réalisateur                                                                       |
| --------------------------------------------- | ---------------------------------------------- | -------------------------------------------------------------------- | --------------------------------------------------------------------------------- |
| Amiral Nakhimov                               | Адмирал Нахимов                                | 2 janvier 1947                                                       | Vsevolod Poudovkine                                                               |
| Anaït (film, 1947)                            | ru:Анаит (1947)                                | 2 juillet 1947                                                       | Amo Bek-Nazarov                                                                   |
| L'Ancien Vaudeville                           | Старинный водевиль                             | 1er juillet 1947                                                     | Igor Savtchenko                                                                   |
| A toi, Moscou !                               | ru:Тебе, Москва!                               | 23 mars 1947                                                         | Grigori Zakharovitch Lomidze (ru)                                                 |
| Au nom de la vie                              | Во имя жизни                                   | 12 mars 1947                                                         | Alexandre Zarkhi, Iossif Kheifitz                                                 |
| Avant-centre                                  | ru:Центр нападения (фильм)                     | 25 juin 1947                                                         | Igor Fiodorovitch Zemgano (ru)                                                    |
| Les Aventures de Nasreddine                   | ru:Похождения Насреддина                       | 7 avril 1947                                                         | Nabi Ganievitch Ganiev (ru)                                                       |
| Le Berceau du poète                           | ru:Колыбель поэта                              | 28 aout 1947 pour la 1re version, 1957 pour la seconde               | Konstantine Konstantinovitch Pipinachvili (ru)                                    |
| La Campagne du « Furieux »                    | ru:Повесть о «Неистовом»                       | 30 décembre 1947                                                     | Boris Babotchkine                                                                 |
| Cendrillon (film, 1947)                       | ru:Золушка (фильм, 1947)                       | 16 mai 1947                                                          | Mikhaïl Grigorievitch Chapiro (ru) et Nadejda Kocheverova                         |
| Le Croiseur Variague                          | Крейсер "Варяг"                                | 26 février 1947                                                      | Viktor Eisymont                                                                   |
| Diamants (film)                               | ru:Алмазы (фильм)                              | 16 décembre 1947                                                     | Aleksandr Borissovitch Olenine et Ivan Pravov                                     |
| L'Exploit d'un éclaireur                      | ru:Подвиг разведчика                           | 19 septembre 1947                                                    | Boris Barnet                                                                      |
| Glinka                                        | Глинка                                         | 12 février 1947                                                      | Leo Arnchtam                                                                      |
| L'Institutrice du village                     | ru:Сельская учительница                        | 30 octobre 1947                                                      | Marc Donskoï                                                                      |
| Jardin joyeux                                 | ru:Весёлый огород                              | 1947                                                                 | Vladimir Grigorievitch Souteïev (ru)                                              |
| Lettonie soviétique (film, 1947) documentaire | ru:Советская Латвия (фильм, 1947)              | 1947                                                                 | Sergueï Nikolaïevitch Gourov (ru) et Leonid Mikhaïlovitch Kristi (ru)             |
| Lumière sur la Russie                         | ru:Свет над Россией                            | 14 aout 1947                                                         | Sergueï Ioutkevitch                                                               |
| Marie (film, 1947)                            | ru:Марите (фильм)                              | 22 novembre 1947                                                     | Vera Stroeva                                                                      |
| Météorites (film, 1947)                       | ru:Метеориты (фильм)                           | 1947                                                                 | Pavel Klouchantsev                                                                |
| Mikloukho-Maklaï                              | ru:Миклухо-Маклай (фильм)                      | 3 novembre 1947                                                      | Aleksandr Efimovitch Razoumny                                                     |
| Notre cœur                                    | Наше сердце                                    | 16 avril 1947                                                        | Aleksandr Stolper                                                                 |
| La Nouvelle maison                            | ru:Новый дом                                   | 10 septembre 1947                                                    | Vladimir Vladimirovitch Korch-Sabline (ru)                                        |
| L'Or banc (le coton)                          | ru:Белое золото (Хлопок)                       | 1947                                                                 | Aleksandr Vassilievitch Ivanov (ru)                                               |
| Le Petit Cheval bossu (film, 1947)            | ru:Конёк-Горбунок (мультфильм)                 | 10 janvier 1947 pour la 1re version, 24 octobre 1975 pour la seconde | Viktor Alekseïevitch Gromov (ru), {Alexandra Snejko-Blotskaïa et Ivan Ivanov-Vano |
| Pirogov (film)                                | ru:Пирогов (фильм)                             | 16 décembre 1947                                                     | Grigori Kozintsev                                                                 |
| Le Premier gant                               | Первая перчатка                                | 23 janvier 1947                                                      | Andreï Frolov                                                                     |
| Le Printemps (film, 1947)                     | ru:Весна (фильм, 1947)                         | 2 juillet 1947                                                       | Grigori Alexandrov                                                                |
| Quatuor (dessin animé, 1947)                  | ru:Квартет (мультфильм, 1947)                  | 1947                                                                 | Aleksandr Vassilievitch Ivanov (ru)                                               |
| Robinson Crusoé (film, 1947)                  | ru:Робинзон Крузо (фильм, 1947)                | 20 février 1947 en stéréo, le 16 aout 1948 en mono                   | Aleksandr Nikolaïevitch Andrievski (ru)                                           |
| La Route sans sommeil                         | ru:Дорога без сна                              | février 1947                                                         | Kamil Yarmatov                                                                    |
| La Soliste du ballet                          | ru:Солистка балета (фильм)                     | 28 avril 1947                                                        | Aleksandr Ivanovsky                                                               |
| Voyage au pays des géants (dessin animé)      | ru:Путешествие в страну великанов (мультфильм) | 1947                                                                 | Dmitri Naoumovitch Babitchenko (ru)                                               |